# 劉不同
刘不同（1905年2月11日—1968年12月30日），字恒全，又名純一，安東省孤山縣（今屬遼寧莊河）人，中华民国及中华人民共和国经济学家、政治人物。

## 生平
1922年畢業於孤山培英中學，1925年毕业于山东烟台益文商业专门学校。1926年，進入广东黄埔军校第四期政治科，毕业后被派往东北工作。1929年来到天津擔任中国国民党天津市党部整理委员会委员，1930年擔任天津市党部执行委员兼训练部长，1932年擔任天津市党部肃反专员。1933年，因反对天津比商电车公司加价之事，与天津市市长周龙光发生磨擦而去职。转任中国国民党河南省调查专员，中国国民党中央党部调查处总监督。
其後赴英国留学伦敦大学，畢業後归国任教重庆复旦大学。1942年，出任訓政時期国民政府立法院第四届立法委员。1948年，当选行宪後第一届立法委员，又兼任中国国民党中央党部组织部设计委员。
1951年，以奉通緝在案，并經內政部彙案函准立法院查明於第四會期未報到出席，註銷名籍。
1949年11月經南京市委統戰部介紹到北京革大政治研究院一班學習。1950年畢業後，派往西北地區參加土地改革工作後擔任西北大学教授、西安市政協委員。
1957年反右运动发生，被打成“極右分子”。1960年8月調任陝西財經學院圖書館資料室工作，1962年2月24日恢復教授職務， 文化大革命時遭迫害投進監獄，1968年12月30日死於獄中。